# Вольф, Маркус
Ма́ркус Иога́ннес Вольф (нем. Markus Johannes Wolf; 19 января 1923, Хехинген — 9 ноября 2006, Берлин) — начальник Главного управления разведки Министерства государственной безопасности ГДР в 1958—1986 годах, генерал-полковник государственной безопасности.

## Биография
Маркус Вольф родился в немецко-еврейской семье врача и писателя Фридриха Вольфа и его супруги Эльзы, урождённой Драйбхольц. Отец происходил из религиозной еврейской семьи и был коммунистом. Младший брат Маркуса — кинорежиссёр и президент Академии искусств ГДР Конрад Вольф. В 1933 году, после прихода к власти НСДАП, семья эмигрировала через Швейцарию во Францию, а в 1934 году — в СССР.
Маркус Вольф учился в немецкой школе имени Карла Либкнехта, а после её закрытия — в школе № 110 Краснопресненского района города Москвы. В 1940 году поступил в Московский авиационный институт. В 1942 году стал членом Коммунистической партии Германии, по указанию её руководства оставил институт и был направлен в школу Коминтерна в Кушнаренково под Уфой, где готовили кадры для конспиративной работы в зарубежных странах. Однако в мае 1943 года в связи с роспуском Коминтерна школа была закрыта. Руководство Германской компартии вызвало Маркуса Вольфа в Москву, где он работал диктором, редактором и комментатором на радиостанции комитета «Свободная Германия». В 1944 году женился на Эмми Штенцер, дочери немецкого коммуниста Франца Штенцера, погибшего в концентрационном лагере Дахау в 1933 году.
В конце мая 1945 года его включили в группу Ульбрихта, которая должна была готовить в Германии приход к власти коммунистов. По прибытии в Берлин Ульбрихт направил Вольфа на Берлинское радио, которое находилось в Шарлоттенбурге, в британском секторе города, и стало своего рода форпостом начинавшейся холодной войны. На антифашистском радио, создававшемся на месте имперского радио времён Геббельса, Маркус Вольф писал внешнеполитические комментарии под псевдонимом Михаэль Шторм, работал репортёром и руководил различными политическими редакциями. В сентябре 1945 года он был командирован корреспондентом Берлинского радио в Нюрнберг для освещения процесса над главными военными преступниками.
После образования ГДР в октябре 1949 года и её признания Советским Союзом Маркусу Вольфу была предложена должность первого советника посольства в дипломатической миссии ГДР в Москве. Ради дипломатической карьеры ему пришлось отказаться от советского гражданства и в ноябре он вылетел в Москву вместе с Рудольфом Аппельтом и Йозефом Шюцем. Дипломатическая карьера Вольфа продлилась всего полтора года. В августе 1951 года он был вызван в Берлин Антоном Аккерманом, который по поручению партийного руководства создавал политическую разведслужбу. Маркус Вольф перешёл на работу во внешнеполитическую разведку, которая в целях маскировки размещалась под крышей Института экономических исследований, созданного 16 августа 1951 года.
В декабре 1952 года Маркус Вольф был назначен руководителем внешней разведки. Вначале численность сотрудников и агентов разведки была невелика. По словам самого Вольфа, в конце 1953 года за рубежом работали двенадцать внедрённых агентов и ещё тридцать — сорок человек готовились к внедрению. Особую сложность в работе разведки представляло то, что многие зарубежные страны отказывались признавать ГДР, и приходилось использовать только нелегальные методы разведки в силу отсутствия посольств, в которых могли работать легальные агенты.
Долгое время Маркуса Вольфа называли на Западе «человеком без лица», поскольку с 1950-х годов западным разведывательным службам не удавалось добыть фотографию главы разведки ГДР, благодаря чему Вольф мог относительно свободно перемещаться по Европе. В 1979 году сотрудник Маркуса Вольфа, старший лейтенант госбезопасности и агент Федеральной разведывательной службы ФРГ Вернер Штиллер бежал в ФРГ и опознал своего начальника на одной из фотографий, сделанных во время пребывания того в Стокгольме. Фотография Маркуса Вольфа вскоре появилась на обложке журнала Der Spiegel и стала настоящей сенсацией.
В своих мемуарах «Агент. Моя жизнь в трёх разведках» В. Штиллер предположил, что Маркус Вольф, будучи евреем, работал на разведку Израиля и, используя личные связи с лидером ООП Ясиром Арафатом, смог получить сведения, благодаря которым «в начале так называемой Шестидневной войны 5 июня 1967 года авиация Израиля нанесла всесокрушающий превентивный удар по египетским ВВС».
В 1960-е годы внешняя разведка ГДР в тесном сотрудничестве с КГБ осуществляла «экспорт» революционного движения в страны Азии и Африки. К 1986 году на внешнюю разведку ГДР работало около тысячи пятисот внедрённых агентов, не считая легальную агентуру при посольствах и вспомогательных агентов. Многие из них занимали достаточно высокое положение: например, Гюнтер Гийом работал помощником канцлера ФРГ Вилли Брандта.

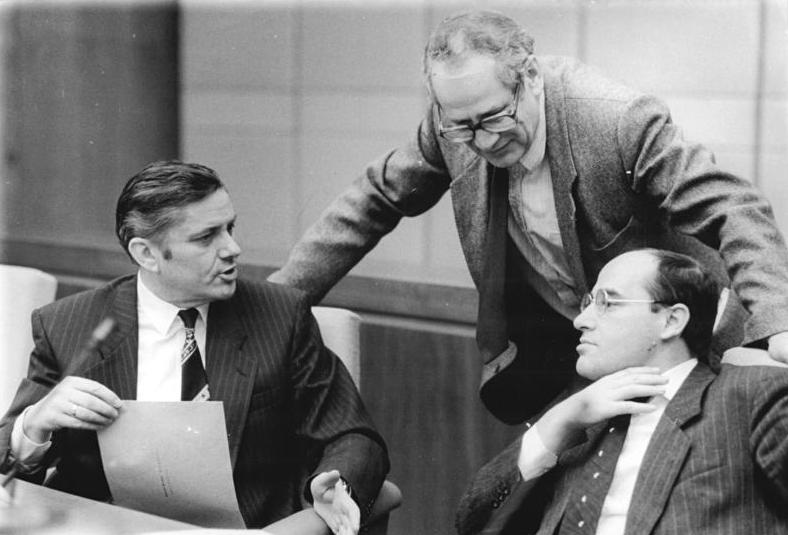
Слева направо: Вольфганг Бергхофер, Маркус Вольф, Грегор Гизи. Съезд СЕПГ—ПДС. Берлин, 1990

В 1986 году вышел в отставку. В марте 1989 года впервые появился на публике, на презентации книги «Тройка. История неснятого фильма» о друзьях его брата, один из которых стал сенатором США, а другой — предпринимателем в Западном Берлине. С падением Берлинской стены эмигрировал в СССР, после августовского путча запрашивал политическое убежище в Австрии, но в конце концов в сентябре 1991 года принял решение вернуться в Германию, где был арестован и 11 дней провёл в одиночной камере, после чего был освобождён под залог. В 1993 году был приговорён к шести годам лишения свободы. В 1995 году приговор был отменён Федеральным конституционным судом Германии, но в 1997 году суд Дюссельдорфа приговорил его ещё к трём годам условно. В 1995 году Федеральный конституционный суд Германии вынес решение, которым освободил офицеров разведки ГДР от преследований по обвинениям в государственной измене и шпионаже. По словам самого Маркуса Вольфа, на допросах он не выдал ни одного из известных ему агентов внешней разведки ГДР.
До самой смерти занимался литературной деятельностью: писал мемуары и прозу. Ряд книг был издан на других языках, в том числе и в России.
Скончался 9 ноября 2006 года в Берлине. Похоронен на Центральном кладбище Фридрихсфельде рядом с братом.